# Musée du domaine royal de Marly
 (janvier 2023).
Le Musée du Domaine royal de Marly, est un musée français sis sur la commune de Marly-le-Roi dans le département des Yvelines. Il est géré par les mairies de Marly-le-Roi et de Louveciennes.

## Château de Marly
En 1679, le Roi Soleil lance la construction du domaine de Marly. Les travaux s’achèveront en 1683, laissant un domaine constitué du pavillon royal ainsi que de 12 pavillons annexes pour les invités.
La révolution de 1789, et la chute de la monarchie entraineront le déclin de la propriété. À partir d’octobre 1793 le mobilier est vendu. Le château est racheté par un industriel Alexandre Sagniel qui, faisant faillite avec le blocus contre l'Angleterre, démantèle le château jusqu’à sa démolition totale à la fin de l'Empire.

## Histoire du musée
Après la destruction du château et des pavillons, le domaine tombe peu à peu à l'abandon. Les œuvres d'art du château et les statues du parc sont dispersées.
En 1932,  la Société archéologique, historique et artistique de Marly-le-Roi, publie pour la première fois un bulletin intitulé Le Vieux Marly. Dans ce périodique est mentionnée l'éventualité de la création d'un musée à Marly-le-Roi : « Nous pensons que dans un proche avenir il nous sera possible d'organiser un musée permanent que justifieraient pleinement les richesses historiques si intéressantes de cette région célèbre de l'Ile-de-France ». 
Un an auparavant du 15 août au 15 septembre 1931, à Marly-le-Roi[source insuffisante], une exposition d'objets d'art et de documents sur Marly-le-Roi et son château avait été organisée par l'association citée.
En 1933, la Société archéologique, historique et artistique de Marly-le-Roi a loué à La Celle-saint-Cloud le pavillon du Butard. Le docteur Maurice Hanotte, président de l'association, envisage d'y installer un musée :

« Le Pavillon du Butard se trouvera, dans un avenir prochain, à proximité de la grand'route projetée entre Paris et Mantes et qui, si elle pénètre dans la forêt de Marly par Rocquencourt, peut, à la hauteur du Trou d'Enfer, passer à 500 mètres du parc de Marly[source insuffisante].
Cette situation semble le désigner comme cadre du musée historique et archéologique de Marly et de la région, envisagé par la Société depuis sa création et dont il n'a pu encore être question faute d'un local digne des souvenirs à grouper.
Outre que le rendez-vous de chasse de Louis XV ferait un délicieux musée, il pourrait également servir de local pour des expositions, des conférences, des concerts, peut-être même de petites représentations qui assureraient une large publicité. »

En 1934, le musée évoqué ci-dessus est ouvert au pavillon du Butard à La Celle-Saint-Cloud. Un couple logé sur place assure la conservation et les visites les jeudis, samedis et dimanches.  Des dons enrichissent les collections d’œuvres d'art et de nombreux visiteurs découvrent le musée. Le Docteur M. Hanotte, président de l'association Le Vieux Marly, présente ce lieu : « La Société du Vieux Marly a réalisé le projet qu'elle ébauchait l'an dernier de grouper au Butard tous les documents qu'elle possédait déjà sur l'histoire de Marly. Depuis, de nombreux dons se sont ajoutés à cette première collection et ont permis de constituer un embryon de musée ».
De 1933 à 1940 de nombreux dons dotent ce musée d’une collection, près de 332 objets, des estampes, aquarelles, monnaies anciennes, céramiques[réf. nécessaire]. L'établissement prend peu à peu de l’ampleur mais les évènements de la Seconde Guerre mondiale vont conduire à son arrêt, car l’administration des Eaux et Forêt récupère le rez-de-chaussée, utilisé jusque là en musée. De plus le pavillon est endommagé par une bombe en 1944. La guerre et ses conséquences vont, pendant près de 15 ans, mettre un terme à tout projet. Les collections sont alors remballées et stockées dans le musée de Sceaux[réf. souhaitée].

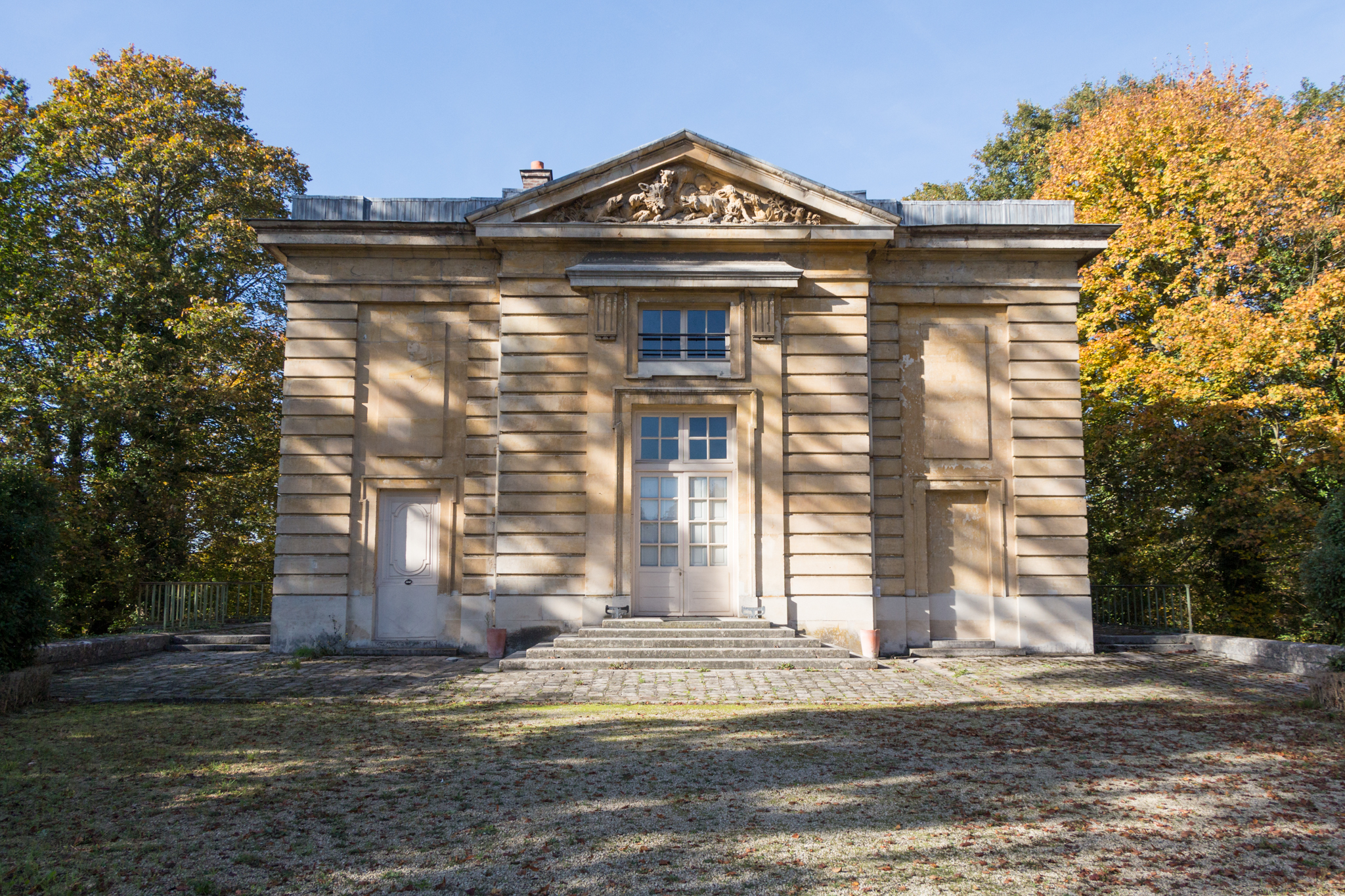
Pavillon du Butard qui abrita le musée à partir de 1933.

En 1963, le musée est par décision du conseil municipal de Marly-le-Roi officiellement créé et se voit installé dans l'ancien Chenil royal du château de Marly (de nos jours occupé par la mairie de Marly-le-Roi). Les travaux d'aménagement prennent cinq ans. Le musée est officiellement inauguré le 4 mai 1968, en cogestion entre l'association Le Vieux Marly et la municipalité de Marly-le-Roi. Modeste au départ, il est composé de deux salles (Perceval et Hanotte, nommées d’après ces généreux donateurs), tout en partageant le bâtiment avec un service voisin, où se trouve la salle d'audience de l'antenne du tribunal d'instance de Saint-Germain-en-Laye. Le musée dispose de documents, estampes, photos et reproductions des emblèmes de Marly comme ses chevaux, ses jardins, son château, ou la Machine, disparue. Plusieurs expositions sont organisées, obtenant des prêts d’œuvres et d'estampes, et surtout en 1972 une exposition sur l’impressionnisme.
Si le musée fonctionne plutôt bien, surtout dans le milieu scolaire et l’enseignement pédagogique, en 1976 les maires de Louveciennes et Marly s’accordent sur la création d’un « Syndicat intercommunal à vocation unique » pour la construction et la gestion commune d’un nouveau musée, afin de répondre à l’expansion de sa collection. Le musée de Marly est donc une nouvelle fois délocalisé, puisque les mairies s'accordent sur la construction d'un nouveau bâtiment pour l'accueillir, au sein même du domaine de Marly à son ancienne entrée historique, la Grille Royale[réf. souhaitée]. Le 18 octobre 1982, le Musée-Promenade est inauguré par Jack Lang, ministre de la culture, sous l'égide des deux municipalités, avec le soutien de l'association qui a enrichi les collections. 
En 2016, des inondations, ainsi que l’explosion d’une canalisation, conduisent le musée à fermer ses portes. Cet incident provoque cependant un renouveau de pensée pour le musée. Le musée rénové change de nom, devenant le Musée du Domaine royal de Marly au lieu du musée promenade.

## Œuvres d'art

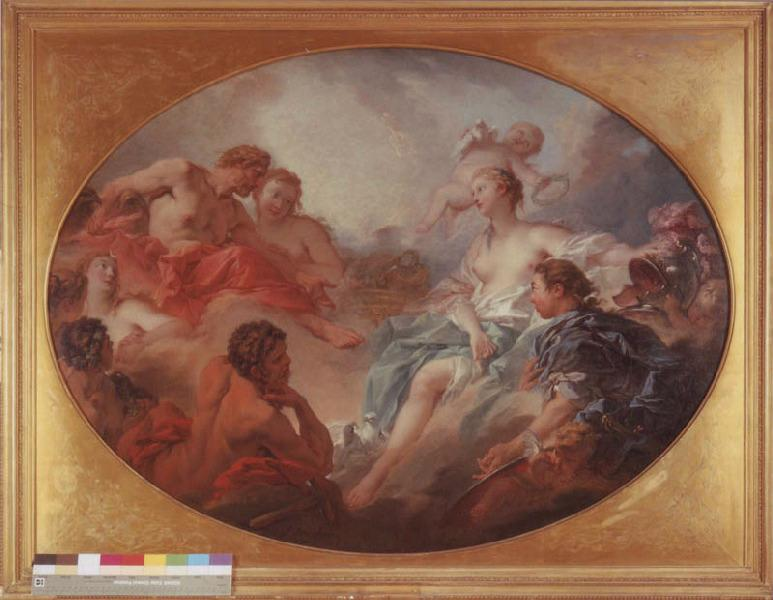
François Boucher, L'Apothéose d'Énée

- Tableaux
  - François Boucher, L'Apothéose d'Énée[12], signé et daté 1747.  Ce tableau orna la chambre du roi Louis XV du château de Marly.  À la fin du XXe siècle,il fut acquis par  Imelda Marcos qui le  déposa au Musée métropolitain de Manille ; puis il fit partie d'une vente des biens du couple présidentiel saisis au profit de l'État philippin ; vente publique chez Christie's à New York le 11 janvier 1991 où il fut acquis par le syndicat intercommunal.

## Salles permanentes
Les salles permanentes, entièrement rénovées en 2017-2019, présentent l'histoire du domaine et de la machine de Marly, du XVIIe siècle à nos jours[source secondaire nécessaire]. 
Au sous-sol, elles peuvent accueillir, avec réaménagements, des expositions temporaires sur des sujets divers[source secondaire nécessaire].

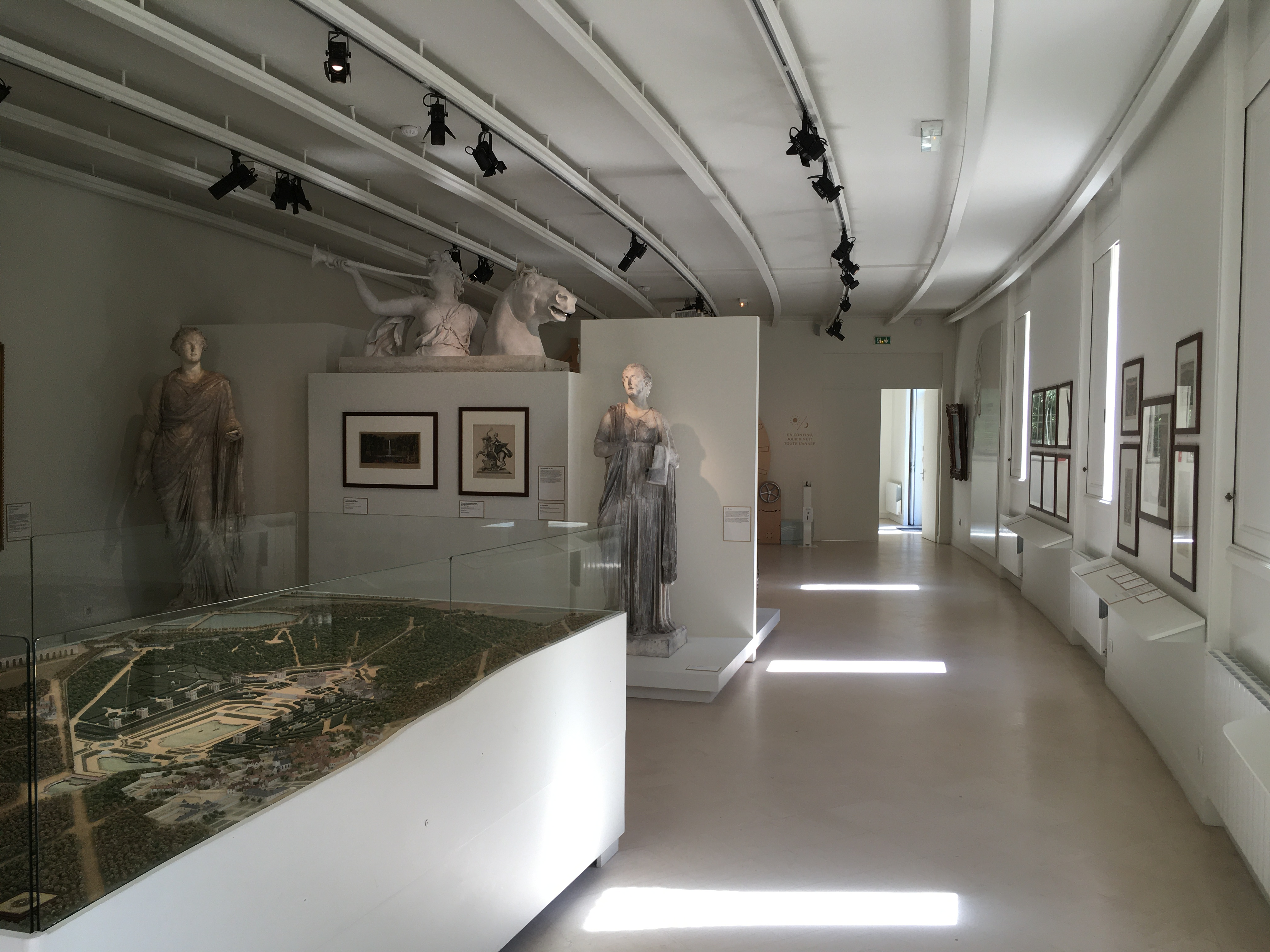
Vue de la première salle d'exposition.
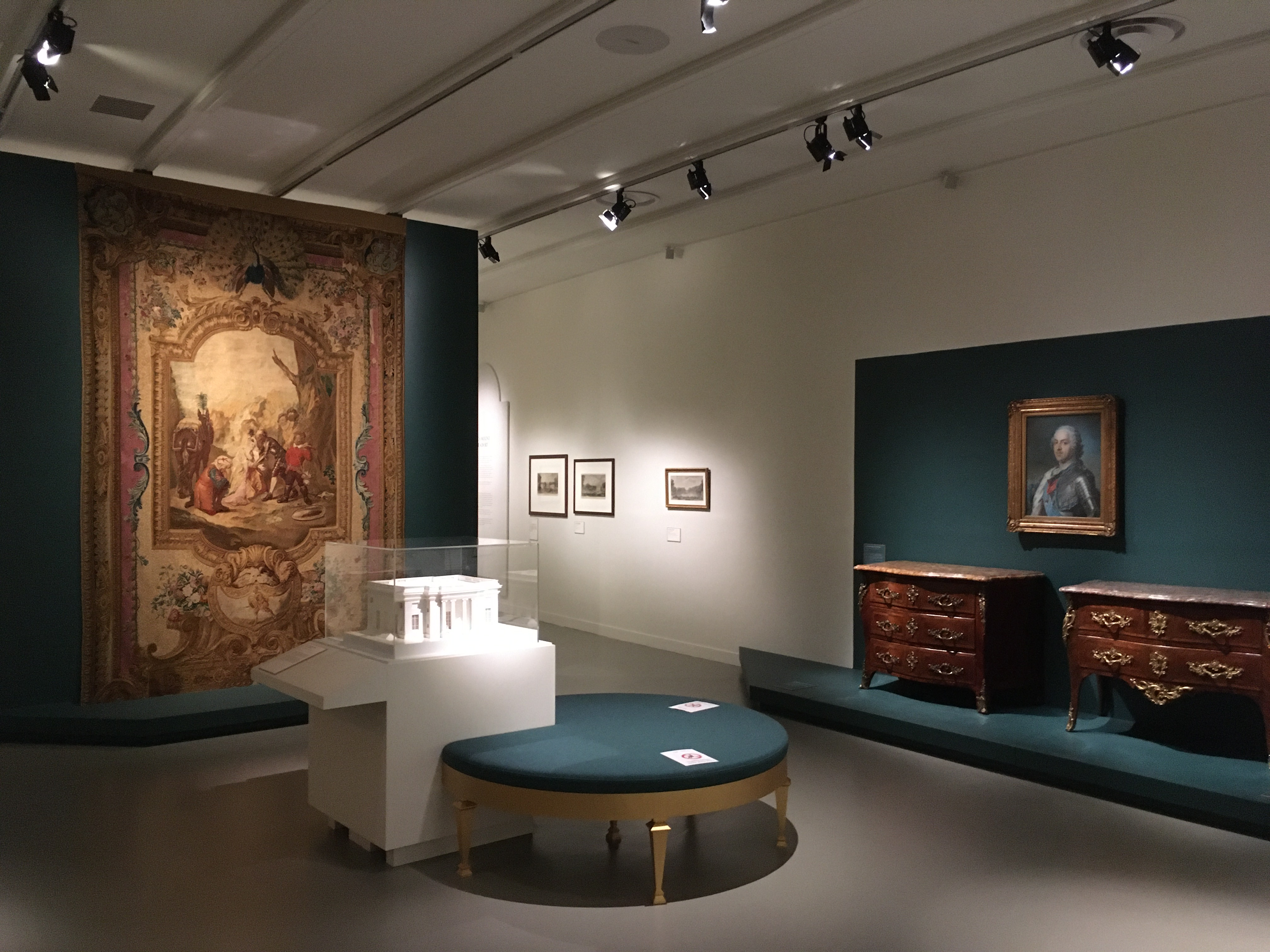
Vue d'une salle d'exposition.
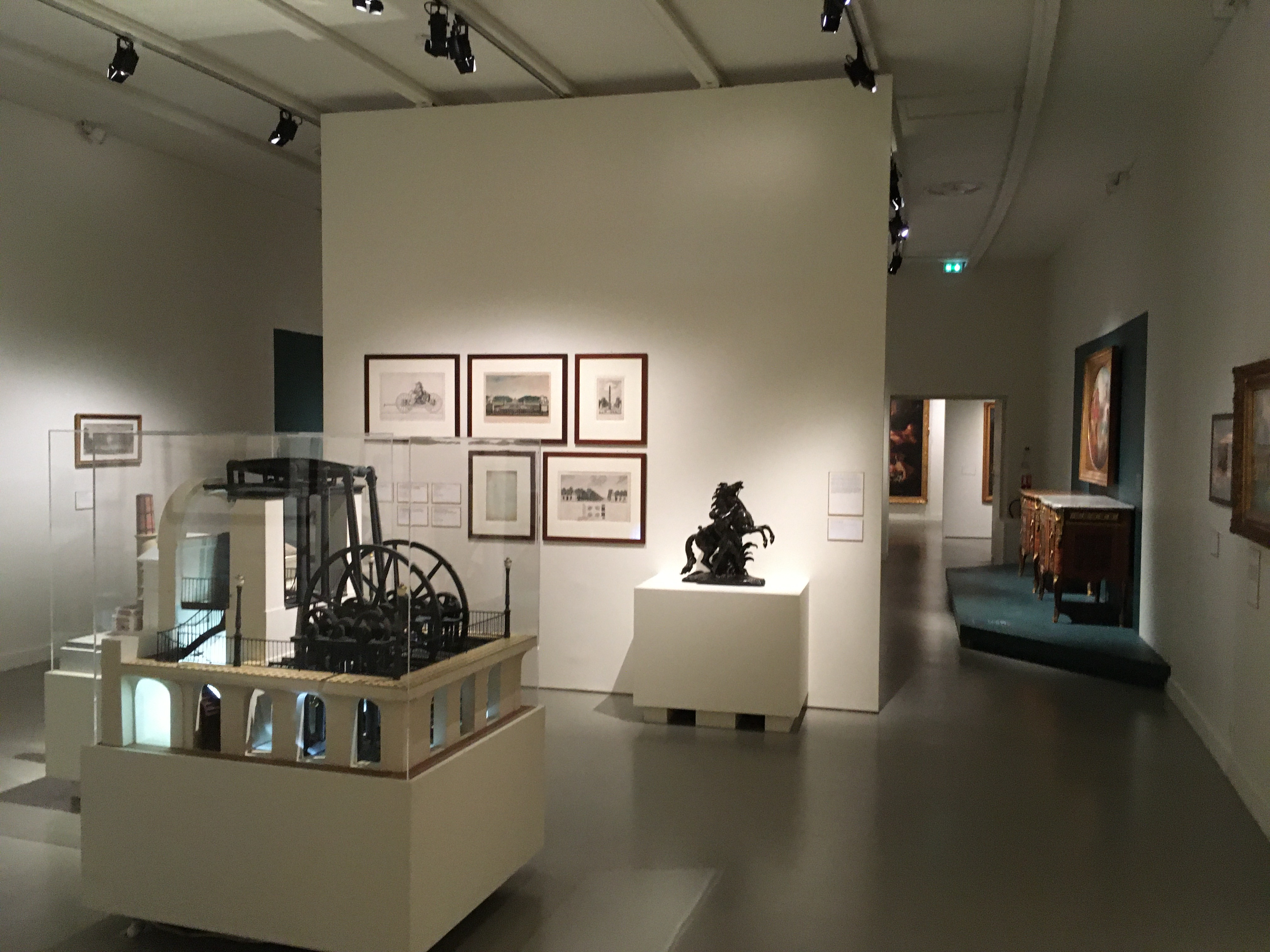
vue de la dernière salle.

## Chronologie des expositions
- du 22 mai au 24 juin 1984 : De Renoir à Vuillard. Marly, Louveciennes et leurs environs, catalogue par Marie-Amynthe Denis et  Jacques et Monique Lay présentation en ligne.
- du 17 juillet au 29 septembre 1985: Les céramiques des bassins de Marly : nouvelles découvertes, catalogue par Bruno Bentz présentation en ligne.
- du 19 octobre au 15 décembre 1985, Les chevaux de Marly, catalogue par Marie-Amynthe Denis  (ISBN 2-901401-02-3) présentation en ligne.
- 6 mai 29 juin 1986 : Un regard sur l'art d'aujourd'hui.
- 6 mai-29 juin 1987 : 5 villages des Yvelines à la découverte de leur patrimoine.
- 1988 : Le désert de Retz
- 1988 : Le pavillon des bains au château de Marly 1688/1988 catalogue par Bruno Bentz
- 1989 : Église Saint-Vigor
- 1989 : Autour de la révolution- 50 ans de vie quotidienne à Marly le roi et Louveciennes
- 1989 : Chronique des fouilles de l'été 1989
- 1990 : Madame Pourrat Comtesse Hocquart de Turtot
- 1990 : L'histoire du château de Marly au travers de documents méconnus
- 1990 : Divertissement à Marly au temps de Louis XIV 1686-1715
- 1991 : L’œuvre et son double. Louveciennes de Sisley à nos jours
- 1992 : Madame Dubarry, de Versailles à Louveciennes
- 1992 : Dans les pas des impressionnistes- réédition-De Renoir à Vuillard
- 1993 : Château de Faïence
- 1994 : Autour du Malade imaginaire
- 1994 : Botanique
- 1994 : Marly, la mémoire des lieux. Art contemporain/histoire
- 1995 : Peindre le ciel de Turner à Monet
- 1996 : Au cœur du tableau- Retour de chasse à Marly
- 1996 : George d'Espagnat. Lavivie couleur. De l'impressionnisme au fauvisme 1895/1910
- 1996 : Autour de la nativité
- 1997 : Le vin et la vigne
- 1998 : Noce à Marly
- 1999 : De chasse et d'épée. Le décor de l'appartement du roi à Marly 1683/1750
- 2000 : Cartographie- carte de Coronelli
- 2003 : L'enfant chéri au siècle des lumières
- 2003 : Le vin du christ en 10 tableaux
- 2005 : Diane. Un mythe contemporain
- 2006 : Les maîtres de l'eau, d'Archimède à la machine de Marly et la philatélie célèbre la technique
- 2006 : La machine de Marly- Timbres+ machine de Marly
- 2007 : Jacques Rigaud. De dessin à l'estampes
- 2007 : A la recherche des châteaux disparus, nos villages au siècle des lumières
- 2008 : cabinet de géographie
- 2008 : Télégraphe Chappe
- 2009 : De la montgolfière au dirigeable: le pouvoir de voler
- 2011 : La comtesse du Barry. "Une muse au musée"
- 2011 : Maillol et Marly
- 2012 : Les saisons du Roi-Soleil
- 2013 : Le Corbusier à Chandigarh. Entre ombre et lumière
- 2014 : Allons enfants ! Publicité et propagande, 1914/1918
- 2015 : Être femme sous Louis XIV, du mythe à la réalité
- 2016 : La vie retrouvée à Marly et à Versailles, 25 années d'archéologie Royale
- 2023 : Séduction et pouvoir : l'art de s'apprêter à la Cour
- 2024 : Les chevaux du roi : les Chevaux de Marly, chefs-d'œuvre de l'art équestre

## Lieu de tournage
Des séquences sont tournées au musée dans le cadre de l'émission Secrets d'histoire consacrée à Madame du Barry, intitulée La Du Barry : coup de foudre à Versailles, diffusée le 15 novembre 2016 sur France 2.